# Покровский квартал
Школа «Покровский квартал» (ГБОУ города Москвы Школа «Покровский квартал») — государственное учреждение образования в Москве, состоящее из девяти учебных корпусов и девяти детских садов. Основана в 2014 году в результате реорганизации нескольких отдельных учебных заведений.

## История
Школа «Покровский квартал» была основана 14 января 2014 года в рамках реализации программы по реорганизации отдельных школ и детских садов в большие комплексы. Школа получила название по месту размещения большей части своих учебных корпусов.. Отсчёт своей истории школа ведёт, исходя из истории школ, которые были присоединены к комплексу.

### Корпус на Большом Казённом переулке
После русско-турецкой войны 1877—1878 годов в России осталось много детей-сирот. В связи с этим в 1880 году была открыта женская гимназия для детей-сирот. Гимназия была названа Елизаветинской — по имени её попечительницы великой княгини Елизаветы Фёдоровны. Число учениц постепенно увеличивалось, и к началу XX века возникла необходимость в строительстве нового здания. В 1911 году проводился конкурс на лучший проект здания гимназии, в котором победил архитектор И. И. Рерберг. 14 сентября 1911 года состоялась торжественная закладка первого камня гимназии. 4 ноября 1912 году новое здание было освящено.

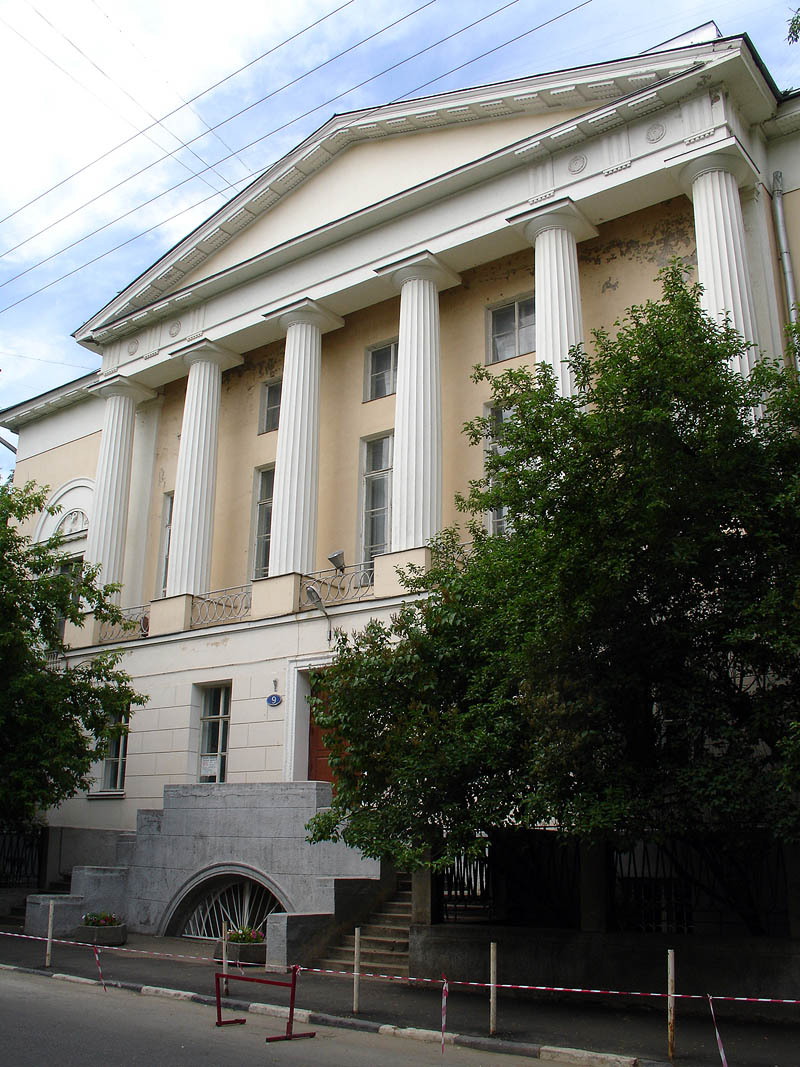
Корпус на Большом Казённом переулке (здание бывшей Елизаветинской женской гимназии)

Во вновь открывшейся гимназии были учебные и жилые помещения, кухня, столовая, кладовые, бальный зал и домовая церковь Праведной Елизаветы. В пансионе при гимназии могли жить 70 воспитанниц.
После революции гимназия была преобразована в школу 2-й ступени № 34 Бауманского района. В 1930 году она стала школой фабрично-заводского обучения № 30 Бауманского отдела народного образования. С 1936 года школа носила номер 330. 
14 января 2014 года школа вошла в состав образовательного комплекса «Покровский квартал».

### Корпуса на Большом Трёхсвятительском переулке
В 1908 году обществом прихожан-кальвинистов Евангелическо-реформатской церкви в Москве было основано «Реформатское училище на правах гимназии», в котором было три подготовительных и восемь основных классов. Основателями училища были приняты новые принципы обучения, до того не применявшиеся: впервые введено совместное обучение мальчиков и девочек, в училище принимали всех, независимо от вероисповедания и национальности, обучение велось только на русском языке, ношение формы считалось необязательным.
По мере увеличения количества учащихся, в 1912—1913 годах по специальному заказу общины был построен дом в Большом Трёхсвятительском — рядом с самой церковью, которая находилась в Малом Трёхсвятительском переулке. Архитектором стал член общины Евангелическо-реформатской церкви, знаменитый зодчий своего времени Адольф Эрнестович Эрихсон. Построенное по специальному проекту здание отвечало самым передовым требованиям: просторные светлые классы, широкие коридоры, оборудованные кабинеты химии, физики, естествознания, современный спортивный зал, плоская большая крыша для занятий и игр на свежем воздухе.
Во время Первой мировой войны в 1915 году в этом здании был открыт госпиталь для раненых, просуществовавший до 1918 года. В эти годы школьные занятия проводились Практической академии на Покровском бульваре.
Осенью 1918 года школа переезжает обратно в Большой Трёхсвятительский (в 1924—1993 годах — Большой Вузовский) и получает № 42 Бауманского отдела народного образования (БОНО). В 1923—1924 гг. школа № 42 была объединена со школой № 43, насчитывающей меньшее количество учащихся и классов. Бывшие «реформаторы», как тогда называли учеников школы № 42, сохранили свои параллельные классы «А» и «Б», а классам учеников бывшей школы № 43 была присвоена литера «В». В 1930-х годах школа была реорганизована как девятилетка под № 24 БОНО. После изменения районирования Москвы она отошла от Бауманского к Красногвардейскому району и получила № 327.
В 1964 г. школа была преобразована в специальную школу № 35 (до 1969 года Бауманского, с 1969 года — Калининского района) с преподаванием ряда предметов на английском языке. C 1988 года школа стала носить № 1227. 30 марта 2003 года школа отметила своё 90-летие, а в 2013 году — 100-летие. Много лет подряд в этот день ежегодно проходит традиционная встреча выпускников.
14 января 2014 года школа вошла в состав образовательного комплекса «Покровский квартал».

### Корпус на Лялином переулке
Школа по адресу Лялин переулок, д. 12 была основана 29 мая 1952 года под № 336, затем получила № 10, а с 1987 года была переименована в среднюю общеобразовательную школу с углубленным изучением французского языка № 1225. В разные годы школу окончили актриса Елизавета Арзамасова, журналист Алексей Венедиктов и теннисистка Елена Дементьева. В школе работали заслуженные учителя РФ, преподаватели французского языка Разумихина Галина Павловна и Чапкина Галина Сергеевна.
14 января 2014 года школа вошла в состав образовательного комплекса «Покровский квартал».

## Руководство
Руководители школы по периоду пребывания в должности:
1. Новокрещенов, Илья Владимирович (с 22.05.2014 по 14.10.2019) — директор;
2. Митин, Михаил Иванович (с 14.10.2019 по 20.01.2021) — директор;
3. Резниченко, Татьяна Валерьевна (с 20.01.2021 по 01.03.2021) — и.о. директора;
4. Маничева, Ирина Викторовна (с 01.03.2021 по 01.04.2021) — и.о. директора;
5. Терехов, Павел Станиславович (с 01.04.2021 по 19.07.2023) — директор;
6. Кухлевская, Кристина Игоревна (с 19.07.2023 по настоящее время) — директор.